# Asumi Kugo
Asumi Kugo (jap. 久後あすみ, Kugo Asumi; * 12. Juni 1990) ist eine japanische Badmintonspielerin. 

## Karriere
Asumi Kugo wurde bei den Polish International 2011 Zweite im Damendoppel mit Kana Ito. Im Folgejahr siegte sie bei den Singapur International 2012 im Damendoppel mit Megumi Yokoyama. Bei der Japan Super Series 2012 reichte es für beide dagegen nur zu Rang neun.

## Referenzen
- http://web.archive.org/web/20140928150920/http://sports.renesas.com/badminton/member/kugo.html

| Personendaten    | Personendaten                 |
| ---------------- | ----------------------------- |
| NAME             | Kugo, Asumi                   |
| ALTERNATIVNAMEN  | 久後あすみ                    |
| KURZBESCHREIBUNG | japanische Badmintonspielerin |
| GEBURTSDATUM     | 12. Juni 1990                 |